# Јелена Поповић
Јелена Поповић (4. септембар 1984, Карловац) је српска рукометашица која игра на позицији десног бека. Са рукометном репрезентацијом Србије освојила је сребрну медаљу на Светском првенству 2013, четврто место на Европском првенству 2012, а има и сребро са Медитеранских игара 2005.
Са Наисом је освојила Челенџ куп 2007.